# Mount Lemmon Survey
Mount Lemmon Survey é uma parte do Catalina Sky Survey com o código de observatório G96. Ele possui uma distância do eixo de rotação e altura acima do plano equatorial. O mesmo pesquisas usando um telescópio de 1,5 metros e é atualmente o telescópio mais prolífico do mundo descobrindo objetos Próximos da Terra.

## História
Durante uma pesquisa realizada através do Mount Lemmon Survey por Andrea Boattini redescobriu acidentalmente em 7 de outubro de 2008 o 206P/Barnard-Boattini, um cometa perdido, por Andrea Boattini. O cometa fez 20 voltas desde 1892 e passou para dentro de 0,3-0,4 UA de Júpiter em 1922, 1934 e 2005. Este cometa foi também o primeiro cometa a ser descoberto por meios fotográficos, pelo astrônomo estadunidense Edward Emerson Barnard na noite de 13 de outubro de 1892.
2011 UN63 foi descoberto pelo Mt. Lemmon Survey em 27 de setembro de 2009 e é um asteroide troiano de Marte localizado no ponto de Lagrange L5. A pesquisa também descobriu o inusitado asteroide Aton 2012 FC71, em 31 de março de 2012.